# Ulrich Trautwein
Ulrich Trautwein (* 31. Mai 1972) ist ein deutscher empirischer Bildungsforscher und Professor an der Universität Tübingen.

## Leben
Trautwein wuchs in Reutlingen auf und studierte in Göttingen sowie an der University of California, Santa Cruz. Er legte 1999 das Diplom in Psychologie an der Universität Göttingen ab und war 1999–2008 Mitarbeiter am Max-Planck-Institut für Bildungsforschung in Berlin, seit 2007 als Forschungsgruppenleiter. 2002 promovierte er summa cum laude an der Freien Universität Berlin und habilitierte sich dort für Psychologie 2005. Im Jahr 2008 erhielt er mehrere Rufe an die Universität Zürich, Universität Erfurt, Universität Freiburg (Schweiz), ging aber schließlich an die Eberhard Karls Universität Tübingen. Dort leitete er ab 2012 das LEAD Graduate School & Research Network und ab 2014 das Hector Institut für Empirische Bildungsforschung, gefördert von der Hector-Stiftung.
2017 wurde er von Kultusministerin Susanne Eisenmann zum Vorsitzenden des vierköpfigen wissenschaftlichen Beirats ernannt, der die Neuordnung der Qualitätsentwicklung des baden-württembergischen Schulsystems begleitet und unterstützt. Von 2011 bis 2018 war er Mitglied und von 2015 bis 2018 Vorsitzender des Wissenschaftlichen Beirats für die Gemeinschaftsaufgabe gemäß Artikel 91 b Absatz 2 des Grundgesetzes, der Bund und Länder in Fragen der „Leistungsfähigkeit des Bildungswesens im internationalen Vergleich“ berät. Er gibt das Online-Magazin für Schulmanagement mit heraus.

## Werk
Schwerpunkte seiner Forschung sind die Wirksamkeit von Hausarbeiten, von Oral History im Geschichtsunterricht, die Voraussage von Studienerfolgen und die Abituranforderungen im historischen Wandel.
Trautwein gehört zu den weltweit renommierten Forschern seines Faches. Nach einer Analyse von Fong et al. (2022; Educational Psychology Review) war er im Zeitraum von 2015 bis 2021 nach Anzahl der Publikationen in den führenden Fachzeitschriften der Pädagogischen Psychologie der zweitproduktivste Bildungsforscher weltweit. Er wurde von der American Educational Research Association (AERA) als einziger Wissenschaftler außerhalb der USA zum AERA Fellow 2024 ernannt.

## Veröffentlichungen
- Ulrich Trautwein, Anne Sliwka, Alexandra Dehmel: Grundlagen für einen wirksamen Unterricht (= Wirksamer Unterricht). Landesinstitut für Schulentwicklung, Stuttgart 2018, ISBN 978-3-944346-25-0.[6]
- Kramer, J., Neumann, Marko, Trautwein, Ulrich (Hrsg.): Abitur und Matura im Wandel: historische Entwicklungslinien, aktuelle Reformen und ihre Effekte (= Edition ZfE). Springer VS, Wiesbaden 2016, ISBN 978-3-658-11692-7.
- Christiane Bertram, Wolfgang Wagner, Ulrich Trautwein: Learning Historical Thinking With Oral History Interviews: A Cluster Randomized Controlled Intervention Study of Oral History Interviews in History Lessons. In: American Educational Research Journal. Band 54, Nr. 3, Juni 2017, ISSN 0002-8312, S. 444–484, doi:10.3102/0002831217694833 (sagepub.com [abgerufen am 11. Juli 2024]).
- Hanna Gaspard, Anna-Lena Dicke, Barbara Flunger, Brigitte Maria Brisson, Isabelle Häfner, Benjamin Nagengast, Ulrich Trautwein: Fostering adolescents’ value beliefs for mathematics with a relevance intervention in the classroom. In: Developmental Psychology. Band 51, Nr. 9, September 2015, ISSN 1939-0599, S. 1226–1240, doi:10.1037/dev0000028 (apa.org [abgerufen am 11. Juli 2024]).
- Ulrich Trautwein, Oliver Lüdtke, Nicole Nagy, Anna Lenski, Alois Niggli, Inge Schnyder: Using individual interest and conscientiousness to predict academic effort: Additive, synergistic, or compensatory effects? In: Journal of Personality and Social Psychology. Band 109, Nr. 1, Juli 2015, ISSN 1939-1315, S. 142–162, doi:10.1037/pspp0000034 (apa.org [abgerufen am 11. Juli 2024]).
- Ulrich Trautwein, Oliver Lüdtke, Inge Schnyder, Alois Niggli: Predicting homework effort: Support for a domain-specific, multilevel homework model. In: Journal of Educational Psychology. Band 98, Nr. 2, Mai 2006, ISSN 1939-2176, S. 438–456, doi:10.1037/0022-0663.98.2.438 (apa.org [abgerufen am 11. Juli 2024]).

## Einzelbelege
1. ↑  LEAD Graduate School & Research Network | Universität Tübingen. Abgerufen am 11. Juli 2024.
2. ↑  Auszeichnungen | Universität Tübingen. Abgerufen am 11. Juli 2024.
3. ↑  Qualität des Schulsystems verbessern. Kultusministerium Baden-Württemberg, 1. August 2017, abgerufen am 12. Juli 2024.
4. ↑  Campus Schulmanagement - Das Team hinter dem Online-Magazin. Abgerufen am 11. Juli 2024.
5. ↑  AERA Announces 2024 Fellows. Abgerufen am 11. Juni 2025.
6. ↑  IBBW: 2022-04-13 NEUAUFLAGE Band 1 Grundlagen für einen wirksamer Unterricht. Abgerufen am 12. Juli 2024.

| Personendaten    | Personendaten                                      |
| ---------------- | -------------------------------------------------- |
| NAME             | Trautwein, Ulrich                                  |
| KURZBESCHREIBUNG | deutscher Psychologe, Pädagoge und Hochschullehrer |
| GEBURTSDATUM     | 31. Mai 1972                                       |